# いごのうた
「いごのうた」は、アメリカ合衆国ワシントンD.C.出身の歌手、ダイアナ・ガーネットの楽曲で、メジャー5枚目のオリジナルシングル（通算6枚目シングル）。2020年1月15日に発売。発売元はプロジェクト ドーン、販売元がウルトラ・ヴァイヴ。

## 概要
前作「Hello Again」から約7ヵ月でのリリース。囲碁棋士下島陽平八段が作詞作曲、ポール・バラードとクリスハートが編曲プロデューサーとダイアナが歌、セルフプロデュースもコラボした。上野愛咲美三段がジャケットデザイン、釣巻和のイラストがジャケットに起用された。
CDは、通常盤(PDJY-0001)の1種類。
2019年10月26日、囲碁イベント「女流棋士フォトブック大感謝祭」前に未公開した新曲「いごのうた」を特別ライブで先行内見。
2019年12月22日、NHK Eテレ情報番組『囲碁フォーカス』にて「いごのうた」の録音風景映し出し。

### タイアップ
- ミュージックビデオには、男子小学生が女子同級生の影響で囲碁の世界を発見。
- 発売にあたり、2020年1月9日「YouTube」にて特番が放送された。

## 収録曲
全曲、作曲：下島陽平／編曲：A.P.E（クリス・ハート／ポール・バラード）
1. いごのうた [3:26]
  - 作詞：下島陽平
2. What's Igo [3:26]
  - 作詞：ダイアナ・ガーネット
3. いごのうた（カラオケバージョン) [3:26]

## 参加アーティスト
- ダイアナ・ガーネット - 歌詞、ボーカル、プロデュース
- 下島陽平 - 歌詞・全作曲
- ポール・バラード (A.P.E) - 全編曲、プロデュース
- クリスハート (A.P.E) - 全編曲、プロデュース
- Gregory Germain (Digz Inc.) - ミックス
- Alex Psaroudakis (Alex Psaroud Mastering NYC) - マステリング